# 肥 (春秋)
肥（ひ）は、先秦の小型諸侯国。現在の河北省石家荘市藁城区一帯を領した。
肥は白狄が建立し、一説では姫姓。紀元前530年、晋の荀呉は斉軍と合流すると偽り、鮮虞に道を借り、鼓の都城の昔陽を攻めた。八月、晋軍は肥を滅ぼし、肥の君主の綿皋を捕虜とした。肥の旧領は晋に併合された（晋滅肥・伐鮮虞の戦い）。一部の移民は現在の河北省秦皇島市盧竜県の境内に遷され、肥如を称した。